# Liste der denkmalgeschützten Objekte in Thörl
Die Liste der denkmalgeschützten Objekte in Thörl enthält die 15 denkmalgeschützten, unbeweglichen Objekte der österreichischen Gemeinde Thörl im steirischen Bezirk Bruck-Mürzzuschlag.

## Denkmäler
| Foto |                 | Denkmal                                                                                  | Standort                                                                | Beschreibung | Metadaten |
| ---- | --------------- | ---------------------------------------------------------------------------------------- | ----------------------------------------------------------------------- | --- | --- |
| ja   | Datei hochladen | Bildstock mit Kruzifix HERIS-ID: 87573 Objekt-ID: 101994                                 | gegenüber Etmißl 39 Standort KG: Etmißl                                 | | BDA-Hist.: Q37720483 Status: § 2a Stand der BDA-Liste: 2025-06-30 Name: Bildstock mit Kruzifix GstNr.: 1006                                                                                  |
| ja   | Datei hochladen | Kath. Filialkirche hl. Anna und Kruzifix HERIS-ID: 51028 Objekt-ID: 56577                | bei Etmißl 48 Standort KG: Etmißl                                       | Die Filialkirche St. Anna wurde 1862–65 als Gemeindekirche erbaut. Zuerst Filiale von Aflenz, ist sie seit 1961 Filiale von Thörl. Das Langhaus und der eingezogene Chor mit 3/8-Schluss sind mit einem Tonnengewölbe gedeckt, beinahe zur Gänze eingestellter Nordturm mit Spitzhelm. | BDA-Hist.: Q38043323 Status: § 2a Stand der BDA-Liste: 2025-06-30 Name: Kath. Filialkirche hl. Anna und Kruzifix GstNr.: .9 Kath. Filialkirche hl. Anna und Kruzifix (Etmißl)                |
| ja   | Datei hochladen | Bildstock, Zöbriacher Kreuz, Pestkreuz, Franzosenkreuz HERIS-ID: 87268 Objekt-ID: 101662 | an der Straße nach Thörl Standort KG: Fölz                              | | BDA-Hist.: Q37719191 Status: § 2a Stand der BDA-Liste: 2025-06-30 Name: Bildstock, Zöbriacher Kreuz, Pestkreuz, Franzosenkreuz GstNr.: 430                                                   |
| ja   | Datei hochladen | Kapelle hl. Johannes Nepomuk HERIS-ID: 87637 Objekt-ID: 102060                           | am Eingang in die Fölz in der Nähe von Fölz 36 Standort KG: Palbersdorf | | BDA-Hist.: Q37720938 Status: § 2a Stand der BDA-Liste: 2025-06-30 Name: Kapelle hl. Johannes Nepomuk GstNr.: 246                                                                             |
| ja   | Datei hochladen | Evang. Pfarrkirche A.B. HERIS-ID: 87638 Objekt-ID: 102061                                | Palbersdorf 26 Standort KG: Palbersdorf                                 | Die evangelische Christuskirche entstand nach Plänen des in Berlin tätigen Architekten Otto Kuhlmann; die feierliche Eröffnung fand am 29. Juni 1914 statt. Der Kirchenraum bietet knapp 100 Personen Platz. Das Altarbild stellt Jesu am Ölberg dar. | BDA-Hist.: Q37720965 Status: § 2a Stand der BDA-Liste: 2025-06-30 Name: Evang. Pfarrkirche A.B. GstNr.: .54 Evang. Pfarrkirche A.B. (Thörl)                                                  |
| ja   | Datei hochladen | Aufnahmsgebäude und Gütermagazin des Bahnhofes Thörl HERIS-ID: 32329 Objekt-ID: 29406    | Palbersdorf 32 Standort KG: Palbersdorf                                 | Ursprünglich als Teilstück einer projektierten Bahnverbindung vom Mürztal nach Mariazell geplant, wurde die Thörlerbahn 1893 eröffnet. Die Schmalspurbahn brachte der Region vor allem durch den Güterverkehr wirtschaftlichen Aufschwung, besonders die Eisenindustrie profitierte von dem damals modernen und effizienten Transportmittel. Im Personenverkehr erlangte die Strecke nie große Bedeutung, da die größeren Orte wie Aflenz oder Turnau weit abseits der Strecke liegen und auch der Anschluss zur Mariazellerbahn nie verwirklicht wurde. | BDA-Hist.: Q106834265 Status: Bescheid Stand der BDA-Liste: 2025-06-30 Name: Aufnahmsgebäude und Gütermagazin des Bahnhofes Thörl GstNr.: .43 Aufnahmsgebäude und Gütermagazin Bahnhof Thörl |
| ja   | Datei hochladen | Kath. Pfarrkirche hl. Dreifaltigkeit HERIS-ID: 51913 Objekt-ID: 57733                    | Palbersdorf 142 Standort KG: Palbersdorf                                | Die Pfarrkirche zur Hl. Dreifaltigkeit wurde 1962 bis 1963 nach dem Plan von Kurt Weber-Mzell erbaut, markant ist der freistehende Glockenturm. Im Innenraum der Kirche ist auf vierzehn bunten Glasfenstern die Leidensgeschichte Jesu dargestellt. Gestaltet wurde dieser Kreuzweg vom steirischen Künstler Hans Fronius. Die Fenster bestehen aus französischem Kathedralglas und wurden mit Schwarzlot bearbeitet und ohne Hilfe von Skizzen direkt bemalt, der Künstler reduzierte dabei die Darstellungen auf das Wesentliche. Die Entwürfe zweier weiterer Fenster stammen von Werner Augustiner und Franz Kölldorfer. Das Altarkreuz schuf Alexander Silveri.                        | BDA-Hist.: Q2083255 Status: § 2a Stand der BDA-Liste: 2025-06-30 Name: Kath. Pfarrkirche hl. Dreifaltigkeit GstNr.: .201 Kath. Pfarrkirche hl. Dreifaltigkeit (Thörl)                        |
| ja   | Datei hochladen | Wegkapelle hl. Ägydius HERIS-ID: 103013 Objekt-ID: 119468                                | gegenüber St. Ilgen 45 Standort KG: St. Ilgen                           | | BDA-Hist.: Q37792857 Status: § 2a Stand der BDA-Liste: 2025-06-30 Name: Wegkapelle hl. Ägydius GstNr.: 1060 Ägydiuskapelle St.Ilgen                                                          |
| ja   | Datei hochladen | Kath. Filialkirche hl. Ägydius mit Kirchhof HERIS-ID: 51824 Objekt-ID: 57623             | gegenüber St. Ilgen 77 Standort KG: St. Ilgen                           | Die Kirche wurde vor 1677 erbaut und ersetzte einen mittelalterlichen Vorgängerbau. Der einjochige spätgotische Chor mit 5/8-Schluss blieb erhalten und dient nunmehr als Sakristei. Der Dachreiter mit Zwiebelhaube stammt aus der Mitte des 18. Jahrhunderts, die Innenausstattung ist Rokoko. | BDA-Hist.: Q15110724 Status: § 2a Stand der BDA-Liste: 2025-06-30 Name: Kath. Filialkirche hl. Ägydius mit Kirchhof GstNr.: 628, .55 Filialkirche hl. Ägydius, St. Ilgen                     |
| ja   | Datei hochladen | Bildstock HERIS-ID: 94880 Objekt-ID: 110065                                              | gegenüber St. Ilgen 78 Standort KG: St. Ilgen                           | | BDA-Hist.: Q37765232 Status: § 2a Stand der BDA-Liste: 2025-06-30 Name: Bildstock GstNr.: 612/1 Bildstock St. Ilgen                                                                          |
| ja   | Datei hochladen | Forsthaus HERIS-ID: 87588 Objekt-ID: 102010                                              | St. Ilgen 109 Standort KG: St. Ilgen                                    | | BDA-Hist.: Q37720553 Status: § 2a Stand der BDA-Liste: 2025-06-30 Name: Forsthaus GstNr.: .124                                                                                               |
| ja   | Datei hochladen | Bauernhaus, Moarhaus HERIS-ID: 87589 Objekt-ID: 102011                                   | St. Ilgen 110 Standort KG: St. Ilgen                                    | | BDA-Hist.: Q37720576 Status: § 2a Stand der BDA-Liste: 2025-06-30 Name: Bauernhaus, Moarhaus GstNr.: .121                                                                                    |
| ja   | Datei hochladen | Burgruine Schachenstein HERIS-ID: 13569 Objekt-ID: 9776                                  | Thörl 4 Standort KG: Thörl                                              | Die Burg wurde als eine der letzten Höhenburgen in der Steiermark im Jahr 1464 durch Abt Johann II. Schachner von Lambrecht als Sommerresidenz und Herrensitz erbaut und diente auch zu Sperrung der Durchgangsstraße. Die Festung wurde zweimal, zwischen 1630 und 1740 erweitert. Am Ende des 18. Jahrhunderts verlor sie ihre Funktion, wurde aufgegeben und verfiel zur Ruine. | BDA-Hist.: Q1013829 Status: Bescheid Stand der BDA-Liste: 2025-06-30 Name: Burgruine Schachenstein GstNr.: .4 Burg Schachenstein                                                             |
| ja   | Datei hochladen | Gewerkenhaus, sog. Altes Haus HERIS-ID: 46408 Objekt-ID: 48397                           | Thörl 18 Standort KG: Thörl                                             | Als Altes Haus wird das alte Herrenhaus des oberen Werkes bezeichnet, es liegt an der oberen Brücke. Der mächtige, breitgelagerte dreigeschoßige Bau hat ein Schopfwalmdach und ist im Kern (Torgewände und Gewände im Erdgeschoß) spätgotisch. Es befand sich ursprünglich im Besitz der Gewerkenfamilie Pögl, später der Familien Pleyberger und Fürst und gelangte 1805 ins Eigentum des Hammerherren Vinzenz Pengg, dessen Nachkommen, die Familie (v.) Pengg-Auheim, das Alte Haus noch heute besitzen. | BDA-Hist.: Q38021249 Status: Bescheid Stand der BDA-Liste: 2025-06-30 Name: Gewerkenhaus, sog. Altes Haus GstNr.: .7                                                                         |
| ja   | Datei hochladen | Schloss Thörl mit Tor- und Jägerturm HERIS-ID: 37499 Objekt-ID: 36661                    | Thörl 19 Standort KG: Thörl                                             | Der Gebäudekomplex entwickelte sich in mehreren Bauphasen aus einer Wehranlage bzw. Straßensperre des 14. Jahrhunderts. Ihre Reste haben sich bis heute im Jägerturm erhalten. Das Gebäude besteht im Kern aus zwei hakenförmig zueinander stehenden zwei- bis dreigeschoßigen Flügeln aus dem 15. Jahrhundert. Der ehemalige Straßendurchgang führte durch die tonnengewölbte Durchfahrtshalle, über deren Rundbogen sich ein Fresko im barocken Stil befindet. An dem mit einem Zeltdach gedeckten Torturm sind an der Hofseite noch spätgotische Freskenfragmente zu erkennen. Der im gegenüber liegenden Jägerturm wurde im 19. Jahrhundert mit einem neugotischen Zinnenkranz versehen. | BDA-Hist.: Q2243715 Status: Bescheid Stand der BDA-Liste: 2025-06-30 Name: Schloss Thörl mit Tor- und Jägerturm GstNr.: .31, .130/3 Schloss Thörl                                            |